# Simon Denijs
Simon Denijs (van Haagen) (Schagen, 22 december 1888 – New York, 24 oktober 1924) was een Nederlands zanger. Zijn stembereik was bas/bariton.
Hij werd geboren binnen het gezin van goudsmid Johannes Denijs en Margaretha Maria van der Haagen. Hij trad ook weleens op onder de naam Simon Denijs van Haagen. Hij was de jongere broer van de veel bekendere bariton Thom Denijs, ook zus Helena Maria Denijs zat enige tijd in de muziek. Hij trouwde in New York in 1921 met Iphigenia Pratt.
Hij was rond 1910 verbonden aan de Nederlandse Opera- en Operettegezelschap en het gezelschap uit het Rembrandttheater. Voor de Eerste Wereldoorlog trad hij toe tot een operagezelschap in Bremen, maar diezelfde oorlog zorgde voor het einde daarvan. In 1917 vertrok hij naar de Verenigde Staten, op 13 juli van dat jaar werd hij geregistreerd op Ellis Island. Hij was nog even professioneel zanger, maar stierf als juwelier. Aan zijn loopbaan kwam een voortijdig eind; hij overleed op 36-jarige leeftijd.
In 1912 stond hij twee keer in het Concertgebouw. Op 27 januari zong hij mee in delen uit Richard Wagners Parsifal onder leiding van Willem Mengelberg met een benefietconcert voor het pensioenfonds van de leden van het Concertgebouworkest (zijn broer zong toen ook). Op 27 november van dat jaar zong hij mee in Joshua van Georg Friedrich Händel, onder leiding van Johan Schoonderbeek, bekendste soliste was toen Aaltje Noordewier-Reddingius.